# Liste des communes du Var
Pour les autres listes de communes françaises, voir Listes des communes de France.
| - Le Var en France métropolitaine. - Carte des communes du Var. |

Cette page liste les 153 communes du département français du Var au 1er janvier 2025.

## Liste des communes
Le tableau suivant donne la liste des communes au 1er janvier 2025, en précisant leur code Insee, leur code postal principal, leur arrondissement, leur canton, leur intercommunalité, leur superficie, leur population et leur densité, d'après les chiffres de l'Insee issus du recensement 2022,.
| Nom                           | Code Insee | Code postal       | Arrondissement | Canton                                | Intercommunalité                          | Superficie (km2) | Population (dernière pop. légale) | Densité (hab./km2) | Modifier                                    |
| ----------------------------- | ---------- | ----------------- | -------------- | ------------------------------------- | ----------------------------------------- | ---------------- | --------------------------------- | ------------------ | ------------------------------------------- |
| Toulon (préfecture)           | 83137      | 83000 83100 83200 | Toulon         | Toulon-1 Toulon-2 Toulon-3 Toulon-4   | Métropole Toulon-Provence-Méditerranée    | 42,84            | 180 834 (2022)                    | 4 221              | modifier les données · modifier les données |
| Les Adrets-de-l'Estérel       | 83001      | 83600             | Draguignan     | Saint-Raphaël                         | CA Estérel Côte d'Azur Agglomération      | 22,26            | 2 780 (2022)                      | 125                | modifier les données · modifier les données |
| Aiguines                      | 83002      | 83630             | Brignoles      | Flayosc                               | CC Lacs et Gorges du Verdon               | 114,33           | 272 (2022)                        | 2,4                | modifier les données · modifier les données |
| Ampus                         | 83003      | 83111             | Draguignan     | Flayosc                               | CA Dracénie Provence Verdon agglomération | 82,77            | 894 (2022)                        | 11                 | modifier les données · modifier les données |
| Les Arcs                      | 83004      | 83460             | Draguignan     | Vidauban                              | CA Dracénie Provence Verdon agglomération | 54,26            | 7 844 (2022)                      | 145                | modifier les données · modifier les données |
| Artignosc-sur-Verdon          | 83005      | 83630             | Brignoles      | Flayosc                               | CC Lacs et Gorges du Verdon               | 18,53            | 278 (2022)                        | 15                 | modifier les données · modifier les données |
| Artigues                      | 83006      | 83560             | Brignoles      | Saint-Maximin-la-Sainte-Baume         | CC Provence Verdon                        | 31,85            | 286 (2022)                        | 9,0                | modifier les données · modifier les données |
| Aups                          | 83007      | 83630             | Brignoles      | Flayosc                               | CC Lacs et Gorges du Verdon               | 64,15            | 2 254 (2022)                      | 35                 | modifier les données · modifier les données |
| Bagnols-en-Forêt              | 83008      | 83600             | Draguignan     | Roquebrune-sur-Argens                 | CC du Pays de Fayence                     | 42,90            | 3 049 (2022)                      | 71                 | modifier les données · modifier les données |
| Bandol                        | 83009      | 83150             | Toulon         | Ollioules                             | CA Sud Sainte Baume                       | 8,59             | 8 263 (2022)                      | 962                | modifier les données · modifier les données |
| Bargème                       | 83010      | 83840             | Draguignan     | Flayosc                               | CA Dracénie Provence Verdon agglomération | 27,95            | 214 (2022)                        | 7,7                | modifier les données · modifier les données |
| Bargemon                      | 83011      | 83830             | Draguignan     | Flayosc                               | CA Dracénie Provence Verdon agglomération | 35,14            | 1 434 (2022)                      | 41                 | modifier les données · modifier les données |
| Barjols                       | 83012      | 83670             | Brignoles      | Saint-Maximin-la-Sainte-Baume         | CC Provence Verdon                        | 30,06            | 2 995 (2022)                      | 100                | modifier les données · modifier les données |
| La Bastide                    | 83013      | 83840             | Draguignan     | Flayosc                               | CA Dracénie Provence Verdon agglomération | 11,76            | 215 (2022)                        | 18                 | modifier les données · modifier les données |
| Baudinard-sur-Verdon          | 83014      | 83630             | Brignoles      | Flayosc                               | CC Lacs et Gorges du Verdon               | 21,97            | 237 (2022)                        | 11                 | modifier les données · modifier les données |
| Bauduen                       | 83015      | 83630             | Brignoles      | Flayosc                               | CC Lacs et Gorges du Verdon               | 47,45            | 318 (2022)                        | 6,7                | modifier les données · modifier les données |
| Le Beausset                   | 83016      | 83330             | Toulon         | Saint-Cyr-sur-Mer                     | CA Sud Sainte Baume                       | 35,95            | 10 098 (2022)                     | 281                | modifier les données · modifier les données |
| Belgentier                    | 83017      | 83210             | Toulon         | Solliès-Pont                          | CC de la Vallée du Gapeau                 | 13,38            | 2 387 (2022)                      | 178                | modifier les données · modifier les données |
| Besse-sur-Issole              | 83018      | 83890             | Brignoles      | Le Luc                                | CC Cœur du Var                            | 37,19            | 3 123 (2022)                      | 84                 | modifier les données · modifier les données |
| Bormes-les-Mimosas            | 83019      | 83230             | Toulon         | La Crau                               | CC Méditerranée Porte des Maures          | 97,32            | 8 361 (2022)                      | 86                 | modifier les données · modifier les données |
| Le Bourguet                   | 83020      | 83840             | Draguignan     | Flayosc                               | CC Lacs et Gorges du Verdon               | 25,39            | 47 (2022)                         | 1,9                | modifier les données · modifier les données |
| Bras                          | 83021      | 83149             | Brignoles      | Saint-Maximin-la-Sainte-Baume         | CA de la Provence Verte                   | 34,93            | 2 617 (2022)                      | 75                 | modifier les données · modifier les données |
| Brenon                        | 83022      | 83840             | Draguignan     | Flayosc                               | CC Lacs et Gorges du Verdon               | 5,59             | 21 (2022)                         | 3,8                | modifier les données · modifier les données |
| Brignoles                     | 83023      | 83170             | Brignoles      | Brignoles                             | CA de la Provence Verte                   | 70,53            | 17 846 (2022)                     | 253                | modifier les données · modifier les données |
| Brue-Auriac                   | 83025      | 83119             | Brignoles      | Saint-Maximin-la-Sainte-Baume         | CC Provence Verdon                        | 36,73            | 1 456 (2022)                      | 40                 | modifier les données · modifier les données |
| Cabasse                       | 83026      | 83340             | Brignoles      | Le Luc                                | CC Cœur du Var                            | 45,49            | 1 985 (2022)                      | 44                 | modifier les données · modifier les données |
| La Cadière-d'Azur             | 83027      | 83740             | Toulon         | Saint-Cyr-sur-Mer                     | CA Sud Sainte Baume                       | 37,42            | 5 657 (2022)                      | 151                | modifier les données · modifier les données |
| Callas                        | 83028      | 83830             | Draguignan     | Flayosc                               | CA Dracénie Provence Verdon agglomération | 49,26            | 2 069 (2022)                      | 42                 | modifier les données · modifier les données |
| Callian                       | 83029      | 83440             | Draguignan     | Roquebrune-sur-Argens                 | CC du Pays de Fayence                     | 25,42            | 3 794 (2022)                      | 149                | modifier les données · modifier les données |
| Camps-la-Source               | 83030      | 83170             | Brignoles      | Garéoult                              | CA de la Provence Verte                   | 22,47            | 1 920 (2022)                      | 85                 | modifier les données · modifier les données |
| Le Cannet-des-Maures          | 83031      | 83340             | Brignoles      | Le Luc                                | CC Cœur du Var                            | 73,64            | 4 866 (2022)                      | 66                 | modifier les données · modifier les données |
| Carcès                        | 83032      | 83570             | Brignoles      | Brignoles                             | CA de la Provence Verte                   | 35,76            | 3 407 (2022)                      | 95                 | modifier les données · modifier les données |
| Carnoules                     | 83033      | 83660             | Brignoles      | Garéoult                              | CC Cœur du Var                            | 25,49            | 4 120 (2022)                      | 162                | modifier les données · modifier les données |
| Carqueiranne                  | 83034      | 83320             | Toulon         | La Garde                              | Métropole Toulon-Provence-Méditerranée    | 14,48            | 9 412 (2022)                      | 650                | modifier les données · modifier les données |
| Le Castellet                  | 83035      | 83330             | Toulon         | Saint-Cyr-sur-Mer                     | CA Sud Sainte Baume                       | 44,77            | 5 992 (2022)                      | 134                | modifier les données · modifier les données |
| Cavalaire-sur-Mer             | 83036      | 83240             | Draguignan     | Sainte-Maxime                         | CC du golfe de Saint-Tropez               | 16,74            | 7 895 (2022)                      | 472                | modifier les données · modifier les données |
| La Celle                      | 83037      | 83170             | Brignoles      | Brignoles                             | CA de la Provence Verte                   | 21,00            | 1 647 (2022)                      | 78                 | modifier les données · modifier les données |
| Châteaudouble                 | 83038      | 83300             | Draguignan     | Flayosc                               | CA Dracénie Provence Verdon agglomération | 40,91            | 476 (2022)                        | 12                 | modifier les données · modifier les données |
| Châteauvert                   | 83039      | 83670             | Brignoles      | Saint-Maximin-la-Sainte-Baume         | CA de la Provence Verte                   | 27,52            | 144 (2022)                        | 5,2                | modifier les données · modifier les données |
| Châteauvieux                  | 83040      | 83840             | Draguignan     | Flayosc                               | CC Lacs et Gorges du Verdon               | 14,97            | 73 (2022)                         | 4,9                | modifier les données · modifier les données |
| Claviers                      | 83041      | 83830             | Draguignan     | Flayosc                               | CA Dracénie Provence Verdon agglomération | 15,90            | 720 (2022)                        | 45                 | modifier les données · modifier les données |
| Cogolin                       | 83042      | 83310             | Draguignan     | Sainte-Maxime                         | CC du golfe de Saint-Tropez               | 27,93            | 12 076 (2022)                     | 432                | modifier les données · modifier les données |
| Collobrières                  | 83043      | 83610             | Toulon         | Le Luc                                | CC Méditerranée Porte des Maures          | 112,68           | 1 813 (2022)                      | 16                 | modifier les données · modifier les données |
| Comps-sur-Artuby              | 83044      | 83840             | Draguignan     | Flayosc                               | CA Dracénie Provence Verdon agglomération | 63,49            | 346 (2022)                        | 5,4                | modifier les données · modifier les données |
| Correns                       | 83045      | 83570             | Brignoles      | Brignoles                             | CA de la Provence Verte                   | 37,06            | 891 (2022)                        | 24                 | modifier les données · modifier les données |
| Cotignac                      | 83046      | 83570             | Brignoles      | Brignoles                             | CA de la Provence Verte                   | 44,26            | 2 166 (2022)                      | 49                 | modifier les données · modifier les données |
| La Crau                       | 83047      | 83260             | Toulon         | La Crau                               | Métropole Toulon-Provence-Méditerranée    | 37,87            | 19 416 (2022)                     | 513                | modifier les données · modifier les données |
| La Croix-Valmer               | 83048      | 83420             | Draguignan     | Sainte-Maxime                         | CC du golfe de Saint-Tropez               | 22,28            | 3 832 (2022)                      | 172                | modifier les données · modifier les données |
| Cuers                         | 83049      | 83390             | Toulon         | Solliès-Pont                          | CC Méditerranée Porte des Maures          | 50,53            | 12 841 (2022)                     | 254                | modifier les données · modifier les données |
| Draguignan                    | 83050      | 83300             | Draguignan     | Draguignan                            | CA Dracénie Provence Verdon agglomération | 53,75            | 40 789 (2022)                     | 759                | modifier les données · modifier les données |
| Entrecasteaux                 | 83051      | 83570             | Brignoles      | Brignoles                             | CA de la Provence Verte                   | 32,11            | 1 132 (2022)                      | 35                 | modifier les données · modifier les données |
| Esparron                      | 83052      | 83560             | Brignoles      | Saint-Maximin-la-Sainte-Baume         | CC Provence Verdon                        | 30,04            | 370 (2022)                        | 12                 | modifier les données · modifier les données |
| Évenos                        | 83053      | 83330             | Toulon         | Ollioules                             | CA Sud Sainte Baume                       | 41,95            | 2 406 (2022)                      | 57                 | modifier les données · modifier les données |
| La Farlède                    | 83054      | 83210             | Toulon         | Solliès-Pont                          | CC de la Vallée du Gapeau                 | 8,31             | 9 745 (2022)                      | 1 173              | modifier les données · modifier les données |
| Fayence                       | 83055      | 83440             | Draguignan     | Roquebrune-sur-Argens                 | CC du Pays de Fayence                     | 27,68            | 6 024 (2022)                      | 218                | modifier les données · modifier les données |
| Figanières                    | 83056      | 83830             | Draguignan     | Flayosc                               | CA Dracénie Provence Verdon agglomération | 28,17            | 2 683 (2022)                      | 95                 | modifier les données · modifier les données |
| Flassans-sur-Issole           | 83057      | 83340             | Brignoles      | Le Luc                                | CC Cœur du Var                            | 43,68            | 3 661 (2022)                      | 84                 | modifier les données · modifier les données |
| Flayosc                       | 83058      | 83780             | Draguignan     | Flayosc                               | CA Dracénie Provence Verdon agglomération | 45,95            | 4 514 (2022)                      | 98                 | modifier les données · modifier les données |
| Forcalqueiret                 | 83059      | 83136             | Brignoles      | Garéoult                              | CA de la Provence Verte                   | 10,33            | 3 353 (2022)                      | 325                | modifier les données · modifier les données |
| Fox-Amphoux                   | 83060      | 83670             | Brignoles      | Flayosc                               | CC Provence Verdon                        | 40,76            | 501 (2022)                        | 12                 | modifier les données · modifier les données |
| Fréjus                        | 83061      | 83370 83600       | Draguignan     | Fréjus Saint-Raphaël                  | CA Estérel Côte d'Azur Agglomération      | 102,27           | 58 499 (2022)                     | 572                | modifier les données · modifier les données |
| La Garde                      | 83062      | 83130             | Toulon         | La Garde                              | Métropole Toulon-Provence-Méditerranée    | 15,54            | 26 316 (2022)                     | 1 693              | modifier les données · modifier les données |
| La Garde-Freinet              | 83063      | 83680             | Draguignan     | Le Luc                                | CC du golfe de Saint-Tropez               | 76,64            | 1 848 (2022)                      | 24                 | modifier les données · modifier les données |
| Garéoult                      | 83064      | 83136             | Brignoles      | Garéoult                              | CA de la Provence Verte                   | 15,75            | 5 579 (2022)                      | 354                | modifier les données · modifier les données |
| Gassin                        | 83065      | 83580             | Draguignan     | Sainte-Maxime                         | CC du golfe de Saint-Tropez               | 24,74            | 2 674 (2022)                      | 108                | modifier les données · modifier les données |
| Ginasservis                   | 83066      | 83560             | Brignoles      | Saint-Maximin-la-Sainte-Baume         | CC Provence Verdon                        | 37,47            | 2 036 (2022)                      | 54                 | modifier les données · modifier les données |
| Gonfaron                      | 83067      | 83590             | Brignoles      | Le Luc                                | CC Cœur du Var                            | 40,42            | 4 349 (2022)                      | 108                | modifier les données · modifier les données |
| Grimaud                       | 83068      | 83310             | Draguignan     | Sainte-Maxime                         | CC du golfe de Saint-Tropez               | 44,58            | 4 557 (2022)                      | 102                | modifier les données · modifier les données |
| Hyères                        | 83069      | 83400             | Toulon         | La Crau Hyères                        | Métropole Toulon-Provence-Méditerranée    | 132,38           | 55 384 (2022)                     | 418                | modifier les données · modifier les données |
| Le Lavandou                   | 83070      | 83980             | Toulon         | La Crau                               | CC Méditerranée Porte des Maures          | 29,65            | 6 431 (2022)                      | 217                | modifier les données · modifier les données |
| La Londe-les-Maures           | 83071      | 83250             | Toulon         | La Crau                               | CC Méditerranée Porte des Maures          | 79,29            | 11 010 (2022)                     | 139                | modifier les données · modifier les données |
| Lorgues                       | 83072      | 83510             | Draguignan     | Vidauban                              | CA Dracénie Provence Verdon agglomération | 64,37            | 9 803 (2022)                      | 152                | modifier les données · modifier les données |
| Le Luc                        | 83073      | 83340             | Brignoles      | Le Luc                                | CC Cœur du Var                            | 44,16            | 11 124 (2022)                     | 252                | modifier les données · modifier les données |
| La Martre                     | 83074      | 83840             | Draguignan     | Flayosc                               | CC Lacs et Gorges du Verdon               | 20,37            | 221 (2022)                        | 11                 | modifier les données · modifier les données |
| Les Mayons                    | 83075      | 83340             | Brignoles      | Le Luc                                | CC Cœur du Var                            | 28,86            | 625 (2022)                        | 22                 | modifier les données · modifier les données |
| Mazaugues                     | 83076      | 83136             | Brignoles      | Garéoult                              | CA de la Provence Verte                   | 53,79            | 894 (2022)                        | 17                 | modifier les données · modifier les données |
| Méounes-lès-Montrieux         | 83077      | 83136             | Brignoles      | Garéoult                              | CA de la Provence Verte                   | 40,92            | 2 260 (2022)                      | 55                 | modifier les données · modifier les données |
| Moissac-Bellevue              | 83078      | 83630             | Brignoles      | Flayosc                               | CC Lacs et Gorges du Verdon               | 20,59            | 309 (2022)                        | 15                 | modifier les données · modifier les données |
| La Môle                       | 83079      | 83310             | Draguignan     | Sainte-Maxime                         | CC du golfe de Saint-Tropez               | 45,28            | 1 502 (2022)                      | 33                 | modifier les données · modifier les données |
| Mons                          | 83080      | 83440             | Draguignan     | Roquebrune-sur-Argens                 | CC du Pays de Fayence                     | 76,63            | 873 (2022)                        | 11                 | modifier les données · modifier les données |
| Montauroux                    | 83081      | 83440             | Draguignan     | Roquebrune-sur-Argens                 | CC du Pays de Fayence                     | 33,54            | 6 787 (2022)                      | 202                | modifier les données · modifier les données |
| Montferrat                    | 83082      | 83131             | Draguignan     | Flayosc                               | CA Dracénie Provence Verdon agglomération | 34,01            | 1 720 (2022)                      | 51                 | modifier les données · modifier les données |
| Montfort-sur-Argens           | 83083      | 83570             | Brignoles      | Brignoles                             | CA de la Provence Verte                   | 11,92            | 1 464 (2022)                      | 123                | modifier les données · modifier les données |
| Montmeyan                     | 83084      | 83670             | Brignoles      | Flayosc                               | CC Provence Verdon                        | 39,43            | 595 (2022)                        | 15                 | modifier les données · modifier les données |
| La Motte                      | 83085      | 83920             | Draguignan     | Flayosc                               | CA Dracénie Provence Verdon agglomération | 28,12            | 3 050 (2022)                      | 108                | modifier les données · modifier les données |
| Le Muy                        | 83086      | 83490             | Draguignan     | Vidauban                              | CA Dracénie Provence Verdon agglomération | 66,58            | 9 882 (2022)                      | 148                | modifier les données · modifier les données |
| Nans-les-Pins                 | 83087      | 83860             | Brignoles      | Saint-Cyr-sur-Mer                     | CA de la Provence Verte                   | 47,99            | 5 090 (2022)                      | 106                | modifier les données · modifier les données |
| Néoules                       | 83088      | 83136             | Brignoles      | Garéoult                              | CA de la Provence Verte                   | 25,08            | 2 956 (2022)                      | 118                | modifier les données · modifier les données |
| Ollières                      | 83089      | 83470             | Brignoles      | Saint-Maximin-la-Sainte-Baume         | CA de la Provence Verte                   | 39,66            | 638 (2022)                        | 16                 | modifier les données · modifier les données |
| Ollioules                     | 83090      | 83190             | Toulon         | Ollioules                             | Métropole Toulon-Provence-Méditerranée    | 19,89            | 14 320 (2022)                     | 720                | modifier les données · modifier les données |
| Pierrefeu-du-Var              | 83091      | 83390             | Toulon         | Garéoult                              | CC Méditerranée Porte des Maures          | 58,36            | 6 084 (2022)                      | 104                | modifier les données · modifier les données |
| Pignans                       | 83092      | 83790             | Brignoles      | Le Luc                                | CC Cœur du Var                            | 34,87            | 4 767 (2022)                      | 137                | modifier les données · modifier les données |
| Plan-d'Aups-Sainte-Baume      | 83093      | 83640             | Brignoles      | Saint-Cyr-sur-Mer                     | CA de la Provence Verte                   | 24,91            | 2 430 (2022)                      | 98                 | modifier les données · modifier les données |
| Le Plan-de-la-Tour            | 83094      | 83120             | Draguignan     | Sainte-Maxime                         | CC du golfe de Saint-Tropez               | 36,80            | 3 068 (2022)                      | 83                 | modifier les données · modifier les données |
| Pontevès                      | 83095      | 83670             | Brignoles      | Saint-Maximin-la-Sainte-Baume         | CC Provence Verdon                        | 41,07            | 764 (2022)                        | 19                 | modifier les données · modifier les données |
| Pourcieux                     | 83096      | 83470             | Brignoles      | Saint-Maximin-la-Sainte-Baume         | CA de la Provence Verte                   | 21,23            | 1 564 (2022)                      | 74                 | modifier les données · modifier les données |
| Pourrières                    | 83097      | 83910             | Brignoles      | Saint-Maximin-la-Sainte-Baume         | CA de la Provence Verte                   | 56,32            | 5 620 (2022)                      | 100                | modifier les données · modifier les données |
| Le Pradet                     | 83098      | 83220             | Toulon         | La Garde                              | Métropole Toulon-Provence-Méditerranée    | 9,97             | 10 582 (2022)                     | 1 061              | modifier les données · modifier les données |
| Puget-sur-Argens              | 83099      | 83480             | Draguignan     | Roquebrune-sur-Argens                 | CA Estérel Côte d'Azur Agglomération      | 26,90            | 8 473 (2022)                      | 315                | modifier les données · modifier les données |
| Puget-Ville                   | 83100      | 83390             | Brignoles      | Garéoult                              | CC Cœur du Var                            | 36,83            | 4 568 (2022)                      | 124                | modifier les données · modifier les données |
| Ramatuelle                    | 83101      | 83350             | Draguignan     | Sainte-Maxime                         | CC du golfe de Saint-Tropez               | 35,57            | 1 889 (2022)                      | 53                 | modifier les données · modifier les données |
| Rayol-Canadel-sur-Mer         | 83152      | 83820             | Draguignan     | La Crau                               | CC du golfe de Saint-Tropez               | 6,83             | 644 (2022)                        | 94                 | modifier les données · modifier les données |
| Régusse                       | 83102      | 83630             | Brignoles      | Flayosc                               | CC Lacs et Gorges du Verdon               | 35,30            | 2 403 (2022)                      | 68                 | modifier les données · modifier les données |
| Le Revest-les-Eaux            | 83103      | 83200             | Toulon         | Toulon-3                              | Métropole Toulon-Provence-Méditerranée    | 24,07            | 4 046 (2022)                      | 168                | modifier les données · modifier les données |
| Rians                         | 83104      | 83560             | Brignoles      | Saint-Maximin-la-Sainte-Baume         | CC Provence Verdon                        | 96,87            | 4 245 (2022)                      | 44                 | modifier les données · modifier les données |
| Riboux                        | 83105      | 13780             | Toulon         | Saint-Cyr-sur-Mer                     | CA Sud Sainte Baume                       | 13,48            | 51 (2022)                         | 3,8                | modifier les données · modifier les données |
| Rocbaron                      | 83106      | 83136             | Brignoles      | Garéoult                              | CA de la Provence Verte                   | 20,28            | 5 489 (2022)                      | 271                | modifier les données · modifier les données |
| La Roque-Esclapon             | 83109      | 83840             | Draguignan     | Flayosc                               | CA Dracénie Provence Verdon agglomération | 26,98            | 253 (2022)                        | 9,4                | modifier les données · modifier les données |
| Roquebrune-sur-Argens         | 83107      | 83380 83520       | Draguignan     | Roquebrune-sur-Argens                 | CA Estérel Côte d'Azur Agglomération      | 106,10           | 15 006 (2022)                     | 141                | modifier les données · modifier les données |
| La Roquebrussanne             | 83108      | 83136             | Brignoles      | Garéoult                              | CA de la Provence Verte                   | 37,05            | 2 199 (2022)                      | 59                 | modifier les données · modifier les données |
| Rougiers                      | 83110      | 83170             | Brignoles      | Brignoles                             | CA de la Provence Verte                   | 20,53            | 1 700 (2022)                      | 83                 | modifier les données · modifier les données |
| Saint-Antonin-du-Var          | 83154      | 83510             | Draguignan     | Brignoles                             | CA Dracénie Provence Verdon agglomération | 17,64            | 808 (2022)                        | 46                 | modifier les données · modifier les données |
| Saint-Cyr-sur-Mer             | 83112      | 83270             | Toulon         | Saint-Cyr-sur-Mer                     | CA Sud Sainte Baume                       | 21,15            | 11 668 (2022)                     | 552                | modifier les données · modifier les données |
| Saint-Julien                  | 83113      | 83560             | Brignoles      | Saint-Maximin-la-Sainte-Baume         | CC Provence Verdon                        | 75,88            | 2 399 (2022)                      | 32                 | modifier les données · modifier les données |
| Saint-Mandrier-sur-Mer        | 83153      | 83430             | Toulon         | La Seyne-sur-Mer-2                    | Métropole Toulon-Provence-Méditerranée    | 5,12             | 6 064 (2022)                      | 1 184              | modifier les données · modifier les données |
| Saint-Martin-de-Pallières     | 83114      | 83560             | Brignoles      | Saint-Maximin-la-Sainte-Baume         | CC Provence Verdon                        | 26,33            | 271 (2022)                        | 10                 | modifier les données · modifier les données |
| Saint-Maximin-la-Sainte-Baume | 83116      | 83470             | Brignoles      | Saint-Maximin-la-Sainte-Baume         | CA de la Provence Verte                   | 64,13            | 17 691 (2022)                     | 276                | modifier les données · modifier les données |
| Saint-Paul-en-Forêt           | 83117      | 83440             | Draguignan     | Roquebrune-sur-Argens                 | CC du Pays de Fayence                     | 20,26            | 1 747 (2022)                      | 86                 | modifier les données · modifier les données |
| Saint-Raphaël                 | 83118      | 83530 83700       | Draguignan     | Saint-Raphaël                         | CA Estérel Côte d'Azur Agglomération      | 89,59            | 36 632 (2022)                     | 409                | modifier les données · modifier les données |
| Saint-Tropez                  | 83119      | 83990             | Draguignan     | Sainte-Maxime                         | CC du golfe de Saint-Tropez               | 11,18            | 3 586 (2022)                      | 321                | modifier les données · modifier les données |
| Saint-Zacharie                | 83120      | 83640             | Brignoles      | Saint-Cyr-sur-Mer                     | Métropole d'Aix-Marseille-Provence        | 27,02            | 5 877 (2022)                      | 218                | modifier les données · modifier les données |
| Sainte-Anastasie-sur-Issole   | 83111      | 83136             | Brignoles      | Garéoult                              | CA de la Provence Verte                   | 10,71            | 2 138 (2022)                      | 200                | modifier les données · modifier les données |
| Sainte-Maxime                 | 83115      | 83120             | Draguignan     | Sainte-Maxime                         | CC du golfe de Saint-Tropez               | 81,61            | 14 394 (2022)                     | 176                | modifier les données · modifier les données |
| Salernes                      | 83121      | 83690             | Draguignan     | Flayosc                               | CA Dracénie Provence Verdon agglomération | 39,30            | 3 812 (2022)                      | 97                 | modifier les données · modifier les données |
| Les Salles-sur-Verdon         | 83122      | 83630             | Brignoles      | Flayosc                               | CC Lacs et Gorges du Verdon               | 4,97             | 235 (2022)                        | 47                 | modifier les données · modifier les données |
| Sanary-sur-Mer                | 83123      | 83110             | Toulon         | Ollioules                             | CA Sud Sainte Baume                       | 19,23            | 17 938 (2022)                     | 933                | modifier les données · modifier les données |
| Seillans                      | 83124      | 83440             | Draguignan     | Roquebrune-sur-Argens                 | CC du Pays de Fayence                     | 88,66            | 2 852 (2022)                      | 32                 | modifier les données · modifier les données |
| Seillons-Source-d'Argens      | 83125      | 83470             | Brignoles      | Saint-Maximin-la-Sainte-Baume         | CC Provence Verdon                        | 25,11            | 2 717 (2022)                      | 108                | modifier les données · modifier les données |
| La Seyne-sur-Mer              | 83126      | 83500             | Toulon         | La Seyne-sur-Mer-1 La Seyne-sur-Mer-2 | Métropole Toulon-Provence-Méditerranée    | 22,17            | 62 905 (2022)                     | 2 837              | modifier les données · modifier les données |
| Signes                        | 83127      | 83870             | Toulon         | Saint-Cyr-sur-Mer                     | CA Sud Sainte Baume                       | 133,10           | 3 126 (2022)                      | 23                 | modifier les données · modifier les données |
| Sillans-la-Cascade            | 83128      | 83690             | Draguignan     | Flayosc                               | CA Dracénie Provence Verdon agglomération | 20,17            | 783 (2022)                        | 39                 | modifier les données · modifier les données |
| Six-Fours-les-Plages          | 83129      | 83140             | Toulon         | La Seyne-sur-Mer-2                    | Métropole Toulon-Provence-Méditerranée    | 26,58            | 36 843 (2022)                     | 1 386              | modifier les données · modifier les données |
| Solliès-Pont                  | 83130      | 83210             | Toulon         | Solliès-Pont                          | CC de la Vallée du Gapeau                 | 17,73            | 12 210 (2022)                     | 689                | modifier les données · modifier les données |
| Solliès-Toucas                | 83131      | 83210             | Toulon         | Solliès-Pont                          | CC de la Vallée du Gapeau                 | 30,09            | 6 087 (2022)                      | 202                | modifier les données · modifier les données |
| Solliès-Ville                 | 83132      | 83210             | Toulon         | Solliès-Pont                          | CC de la Vallée du Gapeau                 | 14,10            | 2 532 (2022)                      | 180                | modifier les données · modifier les données |
| Tanneron                      | 83133      | 83440             | Draguignan     | Roquebrune-sur-Argens                 | CC du Pays de Fayence                     | 52,78            | 1 723 (2022)                      | 33                 | modifier les données · modifier les données |
| Taradeau                      | 83134      | 83460             | Draguignan     | Vidauban                              | CA Dracénie Provence Verdon agglomération | 17,31            | 1 899 (2022)                      | 110                | modifier les données · modifier les données |
| Tavernes                      | 83135      | 83670             | Brignoles      | Flayosc                               | CC Provence Verdon                        | 31,15            | 1 444 (2022)                      | 46                 | modifier les données · modifier les données |
| Le Thoronet                   | 83136      | 83340             | Brignoles      | Le Luc                                | CC Cœur du Var                            | 37,53            | 2 636 (2022)                      | 70                 | modifier les données · modifier les données |
| Tourrettes                    | 83138      | 83440             | Draguignan     | Roquebrune-sur-Argens                 | CC du Pays de Fayence                     | 33,99            | 2 920 (2022)                      | 86                 | modifier les données · modifier les données |
| Tourtour                      | 83139      | 83690             | Brignoles      | Flayosc                               | CC Lacs et Gorges du Verdon               | 28,69            | 583 (2022)                        | 20                 | modifier les données · modifier les données |
| Tourves                       | 83140      | 83170             | Brignoles      | Brignoles                             | CA de la Provence Verte                   | 65,62            | 5 220 (2022)                      | 80                 | modifier les données · modifier les données |
| Trans-en-Provence             | 83141      | 83720             | Draguignan     | Draguignan                            | CA Dracénie Provence Verdon agglomération | 16,99            | 6 595 (2022)                      | 388                | modifier les données · modifier les données |
| Trigance                      | 83142      | 83840             | Draguignan     | Flayosc                               | CC Lacs et Gorges du Verdon               | 60,60            | 221 (2022)                        | 3,6                | modifier les données · modifier les données |
| Le Val                        | 83143      | 83143             | Brignoles      | Brignoles                             | CA de la Provence Verte                   | 39,34            | 4 257 (2022)                      | 108                | modifier les données · modifier les données |
| La Valette-du-Var             | 83144      | 83160             | Toulon         | Toulon-3                              | Métropole Toulon-Provence-Méditerranée    | 15,50            | 23 660 (2022)                     | 1 526              | modifier les données · modifier les données |
| Varages                       | 83145      | 83670             | Brignoles      | Saint-Maximin-la-Sainte-Baume         | CC Provence Verdon                        | 35,11            | 1 170 (2022)                      | 33                 | modifier les données · modifier les données |
| La Verdière                   | 83146      | 83560             | Brignoles      | Saint-Maximin-la-Sainte-Baume         | CC Provence Verdon                        | 68,16            | 1 674 (2022)                      | 25                 | modifier les données · modifier les données |
| Vérignon                      | 83147      | 83630             | Brignoles      | Flayosc                               | CC Lacs et Gorges du Verdon               | 36,90            | 8 (2022)                          | 0,22               | modifier les données · modifier les données |
| Vidauban                      | 83148      | 83550             | Draguignan     | Vidauban                              | CA Dracénie Provence Verdon agglomération | 73,93            | 12 712 (2022)                     | 172                | modifier les données · modifier les données |
| Villecroze                    | 83149      | 83690             | Brignoles      | Flayosc                               | CC Lacs et Gorges du Verdon               | 20,68            | 1 504 (2022)                      | 73                 | modifier les données · modifier les données |
| Vinon-sur-Verdon              | 83150      | 83560             | Brignoles      | Saint-Maximin-la-Sainte-Baume         | CA Durance-Luberon-Verdon Agglomération   | 36,00            | 4 387 (2022)                      | 122                | modifier les données · modifier les données |
| Vins-sur-Caramy               | 83151      | 83170             | Brignoles      | Brignoles                             | CA de la Provence Verte                   | 16,30            | 936 (2022)                        | 57                 | modifier les données · modifier les données |
| Var                           | 83         |                   |                |                                       |                                           | 5 973,00         | 1 108 364 (2022)                  | 186                | modifier les données                        |